# Joseph-Berlioz Randriamihaja
Joseph-Berlioz Randriamihaja (né le 30 novembre 1975) est un athlète malgache, spécialiste du 110 mètres haies.

## Biographie
Il remporte les Championnats d'Afrique 2000, à Alger, dans le temps de 13 s 99, et obtient la médaille d'argent lors des deux éditions suivantes, en 2006 et 2010. Il s'illustre par ailleurs lors des Jeux africains en s'adjugeant le titre en 2003, et en prenant la deuxième place en 1999 et 2007.
Il participe à trois Jeux olympiques consécutifs de 2000 à 2008 où il ne parvient pas à franchir  le cap des quarts de finale. En 2005, le Malgache se classe troisième des Jeux de la Francophonie.
Son record personnel sur 110 m haies, qui constitue l'actuel record de Madagascar, est de 13 s 46 (2004).

### Palmarès
| Date | Compétition            | Lieu         | Résultat | Épreuve     |
| ---- | ---------------------- | ------------ | -------- | ----------- |
| 1999 | Jeux africains         | Johannesburg | 2e       | 110 m haies |
| 2000 | Championnats d'Afrique | Alger        | 1er      | 110 m haies |
| 2002 | Championnats d'Afrique | Tunis        | 2e       | 110 m haies |
| 2003 | Jeux africains         | Abuja        | 1er      | 110 m haies |
| 2006 | Championnats d'Afrique | Bambous      | 2e       | 110 m haies |
| 2007 | Jeux africains         | Alger        | 2e       | 110 m haies |

### Records
| Épreuve     | Performance | Lieu      | Date            |
| ----------- | ----------- | --------- | --------------- |
| 110 m haies | 13 s 46     | Athènes   | 24 août 2004    |
| 60 m haies  | 7 s 82      | Kirchberg | 29 janvier 2005 |